# Pupitreur

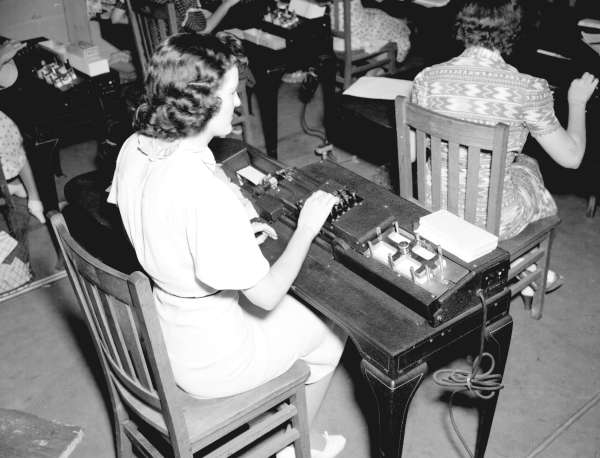
Les premiers pupitreurs étaient affectés au traitement des cartes perforées (Sce hydrographique de la Nouvelle-Orléans, 1938).

Le terme de pupitreur désigne deux métiers différents selon le contexte professionnel :

## Presse
Un pupitreur, aussi appelé éditeur, « préposé à l'édition » ou secrétaire de rédaction est, dans un journal, le professionnel dont la tâche consiste à préparer les textes pour publication en corrigeant l'orthographe, la grammaire et la ponctuation.
Le pupitreur doit être attentif à l'angle donné au sujet, aux noms, aux dates, aux lieux et aux faits rapportés ; il doit aussi éviter toute formulation diffamatoire ; et il doit coiffer l'article d'un titre court, clair et précis. La plupart du temps, c'est le pupitreur qui effectue la mise en page, maintenant faite sur terminal d'ordinateur et qui comprend aussi l'édition des photographies.
Le pupitreur doit utiliser son jugement professionnel à de multiples occasions. C'est une tâche valorisée (dans plusieurs journaux, cela paie un peu plus que reporter) et elle conduit normalement à un poste de cadre de la rédaction. Des pupitreurs ont commencé leur carrière comme reporter ; d'autres étaient fraîchement diplômés de l'université.

## Informatique
En informatique, le pupitreur est un professionnel affecté à la saisie de code ou de données depuis un terminal. Cette activité était sanctionnée dans les années 1970 et 1980 par une qualification nationale. Elle justifie encore l'octroi de primes spécifiques, par exemple dans la fonction publique en France.